# Горечавка лёгочная
Гореча́вка лёгочная, или Горечавка обыкнове́нная, или Соко́льница лёгочная, или Горечавка лазоревая (лат. Gentiána pneumonánthe) — многолетнее травянистое растение; вид рода Горечавка (Gentiana) семейства Горечавковые (Gentianaceae).

## Название
Латинское название растений рода Горечавка происходит от имени иллирийского царя Гентия, который, как указывал Плиний Старший в труде «Естественная история», впервые применил корень этого растения для лечения чумы в 167 году до н. э. Своё русское название горечавки получили из-за очень горького вкуса корней и листьев, обусловленного наличием в них гликозидов.
Словарь В. И. Даля приводит несколько народных названий горечавки лёгочной:
- морские колокольчики (по различным версиям, название дано или за окраску цветка, напоминающую цвет волн моря, или произошло от слова заморские с утерянной приставкой);
- лазорька, суболевка, курячья слепота, сазаны[5];
- норица, норичка, норичник, норичная трава (название используется для разных видов горечавок, обозначает зелье для лечения норицы — язвы на загривке у лошадей)[6].

Множество названий горечавки содержит «Ботанический словарь» Н. И. Анненкова, среди которых зверобой женский малый, зверобой чёрный, настоечная, христов застен.

## Ботаническое описание

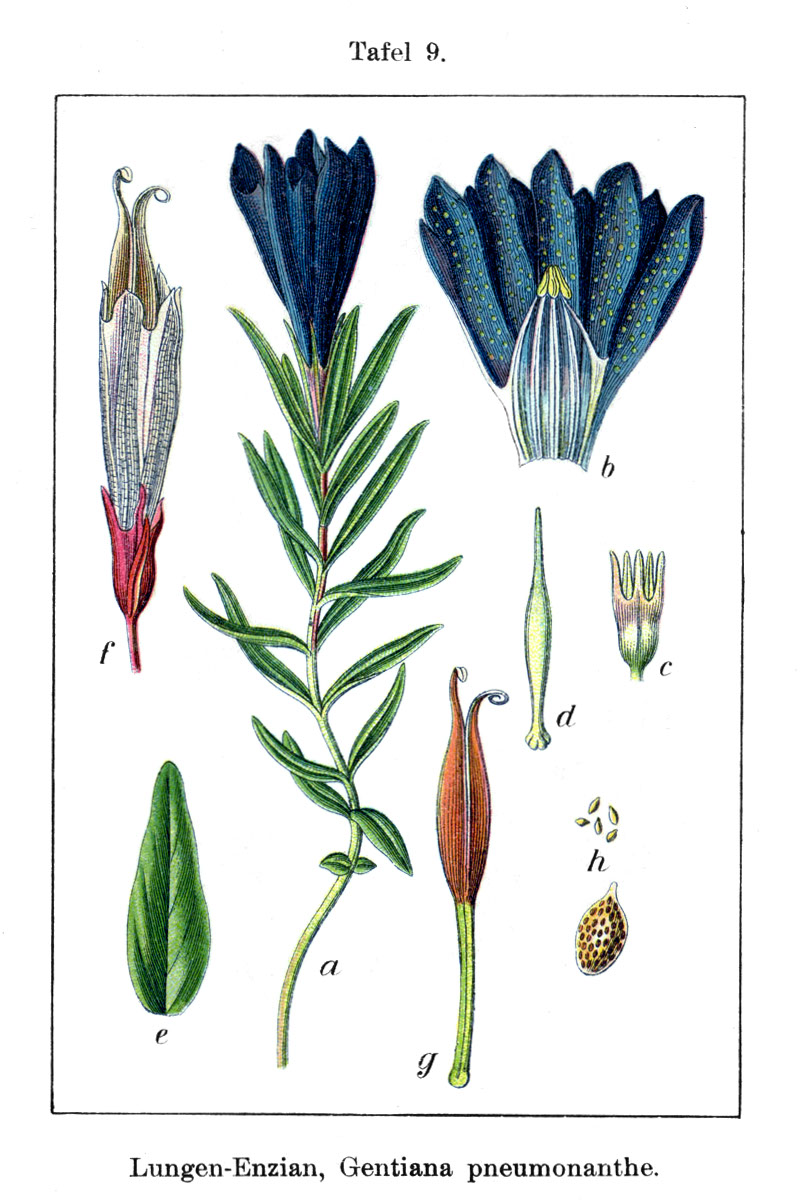

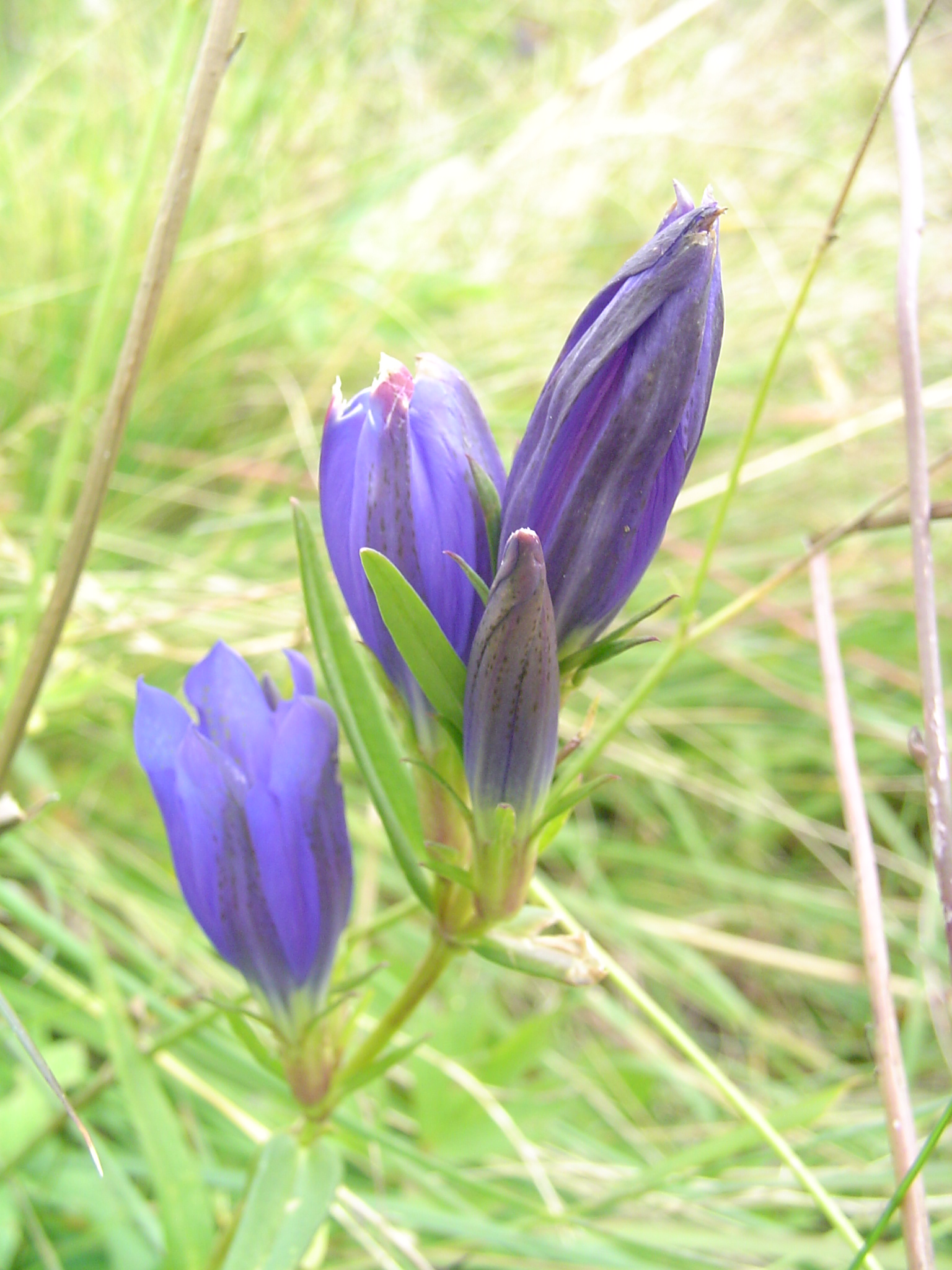
Цветущее растение

Многолетнее травянистое растение с коротким разветвлённым корневищем, со шнуровидными корнями.
Стебли одиночные или немногочисленные неветвистые, 15—60 см высотой, прямостоячие, внизу с чешуевидными листьями. Стеблевые листья линейные или линейно-ланцетные, 2,5—5 см длиной, 0,4—1 см шириной, тупые.
Цветки колокольчатые, располагаются в пазухах верхних листьев, образуя на верхушке стебля кистевидное соцветие. Цветки пятичленные. Венчик тёмно-синий, внутри с пятью зелёными полосками, 35—45 мм длиной, между лопастями венчика образуются дополнительные зубцы. Чашечка 15—20 мм длиной, с линейно-ланцетными зубцами.
Плод — коробочка на длинной плодоножке. Семена со слабо развитым крылом. Цветёт в июле — августе, плодоносит в сентябре.

## Распространение и местообитание
Бореальный европейско-сибирский вид. Распространён в Скандинавии, Атлантической Европе, Средиземноморье, странах Восточной Европы.
В России: в европейской части, кроме северных районов, на юге Западной и Восточной Сибири, на Кавказе.

## Значение и применение
Применяется в народной медицине и в качестве декоративного растения.
Цветы охотно посещают шмели, пчёлы и бабочки. Нектар начинает выделяться после подсыхания рыльца пестика. Светлый прозрачный нектар имеет невысокую концентрацию сахаров. Собирается насекомыми если нет поблизости сильного медоноса. Цветки горечаевки закрывается на ночь и внутри температура на 2—3  °С выше, чем на открытом воздухе. При благоприятных погодных условиях цветки продуцируют за сутки свыше 5—7 мг нектара. Продолжительность жизни цветка колеблется от трех до семи дней.

## Синонимика
По данным The Plant List на 2010 год, в синонимику вида входят следующие названия:
- Ciminalis pneumonanthe Borkh.
- Ciminalis pseudopneumonanthe Bercht. & J.Presl
- Ciminalis vulgaris Bercht. & J.Presl
- Dasystephana pneumonanthe (L.) J.Sojak
- Dasystephana pneumonanthe (L.) Zuev
- Gentiana adrianii Sennen & Elias
- Gentiana eonae Halda
- Gentiana linearifolia Lam.
- Gentiana linifolia Salisb.
- Gentiana macrocarpophora St.-Lag.
- Gentiana manginii Sennen
- Gentiana palustris St.-Lag.
- Gentiana pneumonanthe var. aloyana Merino
- Gentiana pneumonanthe var. boryana Webb
- Gentiana pneumonanthe var. depressa Boiss.
- Gentiana pneumonanthe subsp. depressa (Boiss.) Rivas Mart. & al.
- Gentiana pneumonanthe var. reyesii Pau
- Gentiana pneumonanthoides Wender.
- Gentiana pneumonanthoides Schur
- Gentiana reyesii Sennen & Elias
- Gentianusa pneumonanthe (L.) Pohl
- Pneumonanthe angustifolia Gilib. nom. illeg.
- Pneumonanthe media Raf. nom. illeg.
- Pneumonanthe minor Raf. nom. illeg.
- Pneumonanthe vulgaris F.W.Schmidt

## Охранный статус

### В России
В России вид входит в многие Красные книги субъектов Российской Федерации: Архангельской, Белгородской, Вологодской, Воронежской, Ивановской, Калужской, Кировской, Костромской, Курской, Липецкой, Пензенской, Ростовской, Самарской, Саратовской, Тверской, Тульской, Ульяновской и Ярославской областей, а также республик Татарстан, Удмуртия и Чувашия.
Растёт на территории нескольких особо охраняемых природных территорий России.

### На Украине
Решением Луганского областного совета № 32/21 от 03.12.2009 г. вид входит в «Список регионально редких растений Луганской области».
Также входит в Красные книги либо охраняется в соответствии с решениями областных советов на территориях Житомирской, Закарпатской, Полтавской, Ровенской, Сумской и Черновицкой областей.

### Иные страны Европы
Входит в Красные книги Восточной Фенноскандии и Латвийской, Литовской и Эстонской республик.